# Sattel
Sattel je obec ve švýcarském kantonu Schwyz. Žije zde přibližně 1 900 obyvatel.

## Geografie

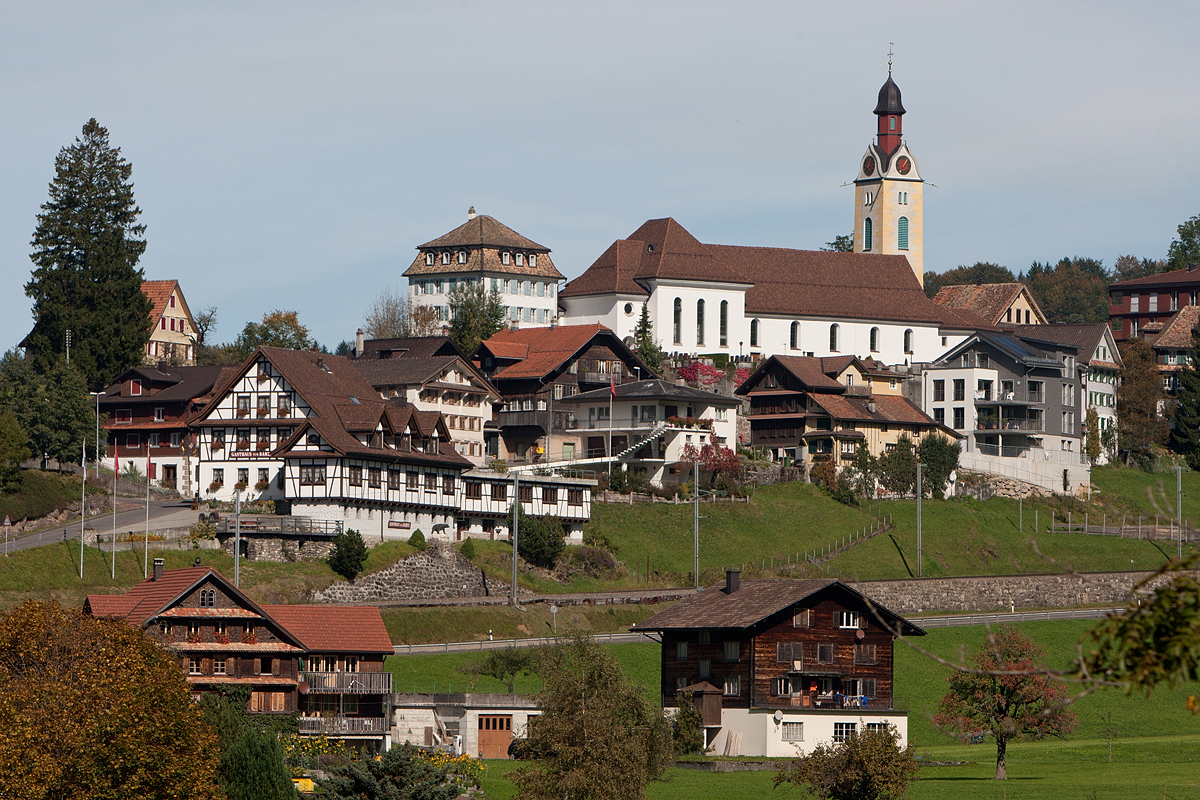
Centrum obce

K obci Sattel patří také vesnice a osady Ecce Homo, Schornen a Mostel.
Sattel leží v údolí řeky Steiner Aa, na úpatí Morgartenbergu, Chaiserstocku a Hochstuckli a sahá až k výšinám těchto vrcholů předalpského pásma. Hustě zalesněná krajina vykazuje zřetelné stopy doby ledové s morénami, skalními bradly a náplavovými rovinami. Během poslední doby ledové ledovec Muotagletscher/Reussgletscher zcela pokryl Sattel a měl dvě větve, které sahaly až k Unterägeri a Äussere Altmatt (Rothenthurm). Ledovce Muotagletscher/Reussgletscher a řeka Reuss, stejně jako Linth/Rheingletscher se setkávaly v lokalitě Äussere Altmatt, zde se spojily a vytvořily dosud viditelnou morénu.
Sousedními obcemi jsou Rothenthurm, Schwyz, Steinen a Steinerberg v kantonu Schwyz a Oberägeri a Unterägeri v kantonu Zug.

## Historie

Letecký pohled (1948)

První zmínka pochází z roku 1342 ve slovním spojení an dem sattel. Obec vděčí za svůj význam dopravní poloze na křižovatce os Schwyz–Zürichsee a Schwyz–Ägerisee. Jako součást okresu a farnosti Steinen byla obec dlouho orientována na Steinen. V roce 1315 se v lokalitě Schornen odehrálo střetnutí mezi vojskem rakouského vévody Leopolda a vojskem Schwyzu, známé jako bitva u Morgartenu. V roce 1322 je v Schornenu doložena věž Letzi, v roce 1349 je doložena kaple a hřbitov. V roce 1349 byla v Schornenu postavena kaple. Z roku 1394 pochází žádost členů kaple v Sattelu o oddělení od farnosti Steinen. Farní kostel (patroni sv. Petr a Pavel) byl přestavěn v roce 1717, rozšířen v letech 1776–1779 a 1941–1942 a obnoven v letech 1999–2002. Území Ecce Homo, o které se v polovině 17. století vedly spory mezi Sattelem a Steinenem, připadlo Sattelu v roce 1665. V Ecce Homo byla v roce 1667 postavena kaple. V květnu 1798 byli Francouzi postupující z údolí Ägeri zatlačeni zpět do obce.
V roce 1805 byla dokončena kantonální silnice Steinen – Sattel – Rothenthurm. V roce 1891 byla obec napojena na železnici společnosti Schweizerische Südostbahn.

## Obyvatelstvo
| Vývoj počtu obyvatel | Vývoj počtu obyvatel | Vývoj počtu obyvatel | Vývoj počtu obyvatel | Vývoj počtu obyvatel | Vývoj počtu obyvatel | Vývoj počtu obyvatel | Vývoj počtu obyvatel | Vývoj počtu obyvatel | Vývoj počtu obyvatel |
| -------------------- | -------------------- | -------------------- | -------------------- | -------------------- | -------------------- | -------------------- | -------------------- | -------------------- | -------------------- |
| Rok                  | 1850                 | 1900                 | 1950                 | 1960                 | 1970                 | 1980                 | 1990                 | 2000                 | 2005                 |
| Počet obyvatel       | 1023                 | 928                  | 997                  | 1012                 | 1065                 | 1090                 | 1255                 | 1400                 | 1566                 |

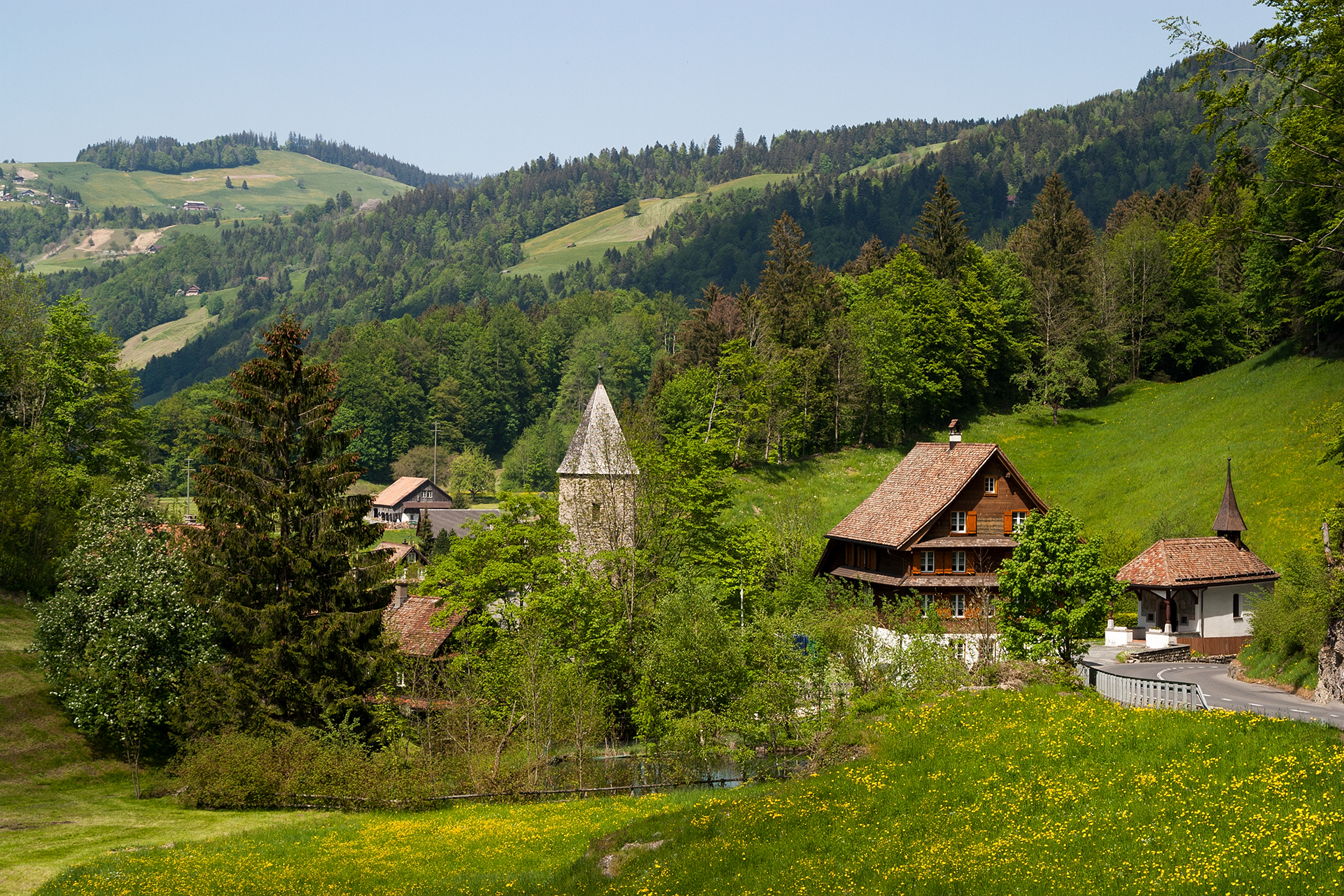
Kostel a památník u Schornenu

Většina obyvatel (k roku 2000) hovoří německy (97,3 %), druhou nejčastější řečí je angličtina (0,5 %) a třetí albánština (0,4 %).

## Hospodářství
Vzhled obce výrazně charakterizuje zemědělství. Z přibližně 540 osob zaměstnaných v obci Sattel (stav k roku 2012) je v zemědělství a lesnictví stále zaměstnáno pouze přibližně 180 osob (32 %). V obchodě a živnostech je zaměstnáno 12 % (66 osob) a zbývajících 55 % (přibližně 300 osob) pracuje v sektoru služeb. Z téměř 1000 zaměstnaných osob pracuje v Sattelu 23 %; 77 % pracujících dojíždí mimo obec, zejména do Schwyzu a Zugu. Zatímco pracovních míst v zemědělství a lesnictví ubývá, malé a střední obchodní podniky vytvořily v posledních letech řadu nových pracovních míst. Stále větší význam má zaměstnanost v cestovním ruchu, který nabízí více než sto pracovních míst na plný i částečný úvazek.

## Doprava
V obci Sattel se nachází železniční stanice Sattel, kterou obsluhuje společnost Schweizerische Südostbahn (SOB). V nově vytvořeném centru byl zřízen autobusový uzel, kde se setkávají všechny autobusové linky sbíhající se v Sattelu, což umožňuje zefektivnění spojů: Autobusová linka Oberägeri–Sattel provozovaná společností Zugerland Verkehrsbetriebe, autobusová linka Schwyz – Sattel – Biberbrugg provozovaná společností Auto AG Schwyz. Autobus Goldau-Sattel. Přes Sattel vede hlavní silnice 8, která vede přes průsmyk Sattelpass z Pfäffikonu do Schwyzu, a hlavní silnice 381 a 371.